# Andre Kona N’Gole
Andre Kona N’Gole (ur. 16 czerwca 1970 w Lubumbashi) – piłkarz z Demokratycznej Republiki Konga występujący na pozycji napastnika.

## Kariera klubowa
Kona N’Gole karierę rozpoczynał w zespole Lubumbashi Sport. Następnie grał w południowoafrykańskim Jomo Cosmos, a w 1993 roku został zawodnikiem tureckiego Gençlerbirliği. W sezonie 1993/1994 z 21 bramkami zajął 2. miejsce w klasyfikacji strzelców pierwszej ligi tureckiej, przegrywając z Bülentem Uygunem, który zdobył 22 bramki. Graczem Gençlerbirliği był do końca sezonu 1995/1996.
Przez kolejne trzy sezony Kona N’Gole występował w Antalyasporze, po czym wrócił do Gençlerbirliği. W sezonie 2000/2001 zdobył z nim Puchar Turcji. Po zakończeniu tamtego sezonu odszedł z klubu, a następnie występował w Diyarbakırsporze oraz İstanbulsporze. W 2003 roku zakończył karierę.

## Kariera reprezentacyjna
W 1992 roku Kona N’Gole został powołany do reprezentacji Zairu na Puchar Narodów Afryki, zakończony przez Zair na ćwierćfinale. Zagrał na nim w meczach z Marokiem (1:1; gol) i Nigerią (0:1).
W 1996 roku ponownie znalazł się w składzie na Puchar Narodów Afryki. Wystąpił na nim w spotkaniach z Gabonem (0:2), Liberią (2:0) i Ghaną (0:1), a Zair ponownie odpadł z turnieju w ćwierćfinale.